# Deutz AG
Deutz AG je nemško podjetje ustanovljeno leta 1865 s sedežem v Kölnu, ki je izdelovalo motorje z zračnim, vodnim in oljnim hlajenjem. Zraven motorjev so izdelovali lokomotive, tovornjake, avtobuse, gradbene in kmetijske stroje. Podjetje je nosilo že veliko različnih imen, med znanimi je KHD za Klöckner-Humboldt-Deutz AG. Blagovno ime za pri KHD izdelane tovornjake in avtobuse je bilo Magirus-Deutz, za traktorje Deutz pozneje Deutz-Fahr in nazadnje KHD-Fahr.